# Mohammed Ihattaren
Mohammed Amine Ihattaren (Utrecht, 12 de febrero de 2002) es un futbolista neerlandés que juega como centrocampista y su equipo es el Fortuna Sittard de la Eredivisie.

## Trayectoria
Tras empezar a formarse como futbolista desde 2010 con las filas inferiores del PSV Eindhoven, finalmente en 2019 ascendió al primer equipo, haciendo su debut el 26 de enero de 2019 ante el F. C. Groningen en la Eredivisie.
El 31 de agosto de 2021 fue traspasado a la Juventus de Turín e inmediatamente fue cedido a la U. C. Sampdoria. Cinco meses después regresó a los Países Bajos tras llegar a préstamo al Ajax de Ámsterdam hasta final de año. Pasado ese tiempo volvió a Turín donde permaneció hasta llegar a un acuerdo para rescindir su contrato en julio de 2023. En diciembre firmó con el S. K. Slavia Praga por un año con opción a prorrogar el contrato otros tres, aunque el siguiente mes de marzo acordó su salida. Entonces estuvo sin equipo hasta que en septiembre se unió al RKC Waalwijk. Con ellos disputó 27 encuentros y en agosto de 2025 fichó por el Fortuna Sittard.

## Estadísticas

### Clubes
Actualizado al último partido disputado el 18 de mayo de 2025.
| Club                                 | Div.          | Temporada     | Liga  | Liga  | Copas nacionales | Copas nacionales | Copas internacionales | Copas internacionales | Total | Total | Media goleadora |
| Club                                 | Div.          | Temporada     | Part. | Goles | Part.            | Goles            | Part.                 | Goles                 | Part. | Goles | Media goleadora |
| ------------------------------------ | ------------- | ------------- | ----- | ----- | ---------------- | ---------------- | --------------------- | --------------------- | ----- | ----- | --------------- |
| Jong PSV · Países Bajos              | 2.ª           | 2018-19       | 2     | 1     | —                | —                | —                     | —                     | 2     | 1     | 0.5             |
| Jong PSV · Países Bajos              | 2.ª           | 2019-20       | 1     | 2     | —                | —                | —                     | —                     | 1     | 2     | 2               |
| Jong PSV · Países Bajos              | Total club    | Total club    | 3     | 3     | 0                | 0                | 0                     | 0                     | 3     | 3     | 1               |
| PSV Eindhoven · Países Bajos         | 1.ª           | 2018-19       | 12    | 0     | 0                | 0                | 0                     | 0                     | 12    | 0     | 0               |
| PSV Eindhoven · Países Bajos         | 1.ª           | 2019-20       | 22    | 3     | 2                | 1                | 9                     | 3                     | 33    | 7     | 0.21            |
| PSV Eindhoven · Países Bajos         | 1.ª           | 2020-21       | 22    | 3     | 3                | 0                | 4                     | 0                     | 29    | 3     | 0.1             |
| PSV Eindhoven · Países Bajos         | Total club    | Total club    | 56    | 6     | 5                | 1                | 13                    | 3                     | 74    | 10    | 0.14            |
| U. C. Sampdoria · Italia             | 1.ª           | 2021-22       | 0     | 0     | 0                | 0                | ―                     | ―                     | 0     | 0     | 0               |
| U. C. Sampdoria · Italia             | Total club    | Total club    | 0     | 0     | 0                | 0                | 0                     | 0                     | 0     | 0     | 0               |
| Jong Ajax · Países Bajos             | 2.ª           | 2021-22       | 5     | 4     | —                | —                | —                     | —                     | 5     | 4     | 0.8             |
| Jong Ajax · Países Bajos             | Total club    | Total club    | 5     | 4     | 0                | 0                | 0                     | 0                     | 5     | 4     | 0.8             |
| Ajax de Ámsterdam · Países Bajos     | 1.ª           | 2021-22       | 0     | 0     | 1                | 0                | 0                     | 0                     | 1     | 0     | 0               |
| Ajax de Ámsterdam · Países Bajos     | Total club    | Total club    | 0     | 0     | 1                | 0                | 0                     | 0                     | 1     | 0     | 0               |
| S. K. Slavia Praga · República Checa | 1.ª           | 2023-24       | 0     | 0     | 0                | 0                | 0                     | 0                     | 0     | 0     | 0               |
| S. K. Slavia Praga · República Checa | Total club    | Total club    | 0     | 0     | 0                | 0                | 0                     | 0                     | 0     | 0     | 0               |
| RKC Waalwijk · Países Bajos          | 1.ª           | 2024-25       | 24    | 4     | 3                | 0                | ―                     | ―                     | 27    | 4     | 0.15            |
| RKC Waalwijk · Países Bajos          | Total club    | Total club    | 24    | 4     | 3                | 0                | 0                     | 0                     | 27    | 4     | 0.15            |
| Fortuna Sittard · Países Bajos       | 1.ª           | 2025-26       | 0     | 0     | 0                | 0                | ―                     | ―                     | 0     | 0     | 0               |
| Fortuna Sittard · Países Bajos       | Total club    | Total club    | 0     | 0     | 0                | 0                | 0                     | 0                     | 0     | 0     | 0               |
| Total carrera                        | Total carrera | Total carrera | 88    | 17    | 9                | 1                | 13                    | 3                     | 110   | 21    | 0.19            |

## Palmarés

### Títulos nacionales
| Título                        | Club          | País         | Año  |
| ----------------------------- | ------------- | ------------ | ---- |
| Supercopa de los Países Bajos | PSV Eindhoven | Países Bajos | 2021 |